# Kevin Van Den Kerkhof
Kevin Daniel Guitoun Van Den Kerkhof (* 14. März 1996 in Saint-Saulve) ist ein französisch-algerischer Fußballspieler, der bei FC Metz unter Vertrag steht.

## Karriere

### Verein
Über die Jugendvereine FC Valenciennes und AS Aulnoye-Aymeries wechselte Van Den Kerkhof 2015 in die Reservemannschaft des FC Lorient und ein Jahr später zum SC Feignies. Dann folgten Stationen bei den belgischen Klubs UR La Louvière sowie ROC Charleroi. Von 2020 bis 2022 spielte er in Luxemburg für den F91 Düdelingen und gewann dort in seiner zweiten Spielzeit die nationale Meisterschaft. Die Saison 2022/23 verbrachte er beim französischen Zweitligisten SC Bastia und nach guten Leistungen verpflichtete ihn dann am 31. August 2023 der FC Metz aus der Ligue 1. Hier absolvierte Kevin Van Den Kerkhof 29 Ligapartien, schoss einen Treffer beim 3:1-Heimsieg über den FC Nantes und stieg am Ende in den Relegationsspielen gegen die AS Saint-Étienne in die Ligue 2 ab.

### Nationalmannschaft
Am 27. März 2023 debütierte der 1,90 Meter große Verteidiger in der Afrika-Cup-Qualifikation gegen den Niger für die algerische A-Nationalmannschaft. Beim 1:0-Auswärtserfolg im tunesischen Radès stand er über die kompletten 90 Minuten auf dem Spielfeld.

## Erfolge
- Luxemburgischer Meister: 2022